# Зехра Гюнеш
Зехра Гюнеш (тур. Zehra Güneş; нар. 7 липня 1999) — турецька професійна волейболістка. Її зріст 197 см і маса 84 кг і вона грає на позиції центральної блокуючої. Зараз вона грає за Vakıfbank Istanbul і за жіночу збірну Туреччини з волейболу.

## Ігрова кар'єра

### Клубна кар'єра
У сезоні 2016—2017 років Турецької жіночої волейбольної ліги Гюнеш була віддана в оренду іншій жіночій волейбольній команді «Бешикташ». У наступному сезоні вона повернулася в рідний клуб. Вона насолоджувалася своїм першим титулом чемпіона ліги в сезоні 2017—2018 з Vakıfbank Istanbul. Вона була нагороджена «Спеціальним призом Vestel» за підсумками сезону 2017—18, турецької волейбольної ліги вищого рівня, яку спонсорує Vestel.
Вона брала участь у жіночій Лізі чемпіонівCEV 2017—18 зі своєю командою Vakıfbank Istanbul, яка стала чемпіоном.
| Клуб              | Від            | до             |
| ----------------- | -------------- | -------------- |
| Vakıfbank Стамбул | 2011–2012 роки | 2013–2014 роки |
| Стамбул BBSK      | 2014–2015 роки | 2014–2015 роки |
| Vakıfbank Стамбул | 2015–2016 роки | 2015–2016 роки |
| Beşiktaş JK       | 2016–2017 роки | 2016–2017 роки |
| Vakıfbank Стамбул | 2017–2018 роки | –              |

#### Виступи за збірну
Гюнеш грала на Європейському юнацькому літньому олімпійському фестивалі 2015 року, який проходив у Грузії. Вона брала участь у Чемпіонаті світу з волейболу FIVB серед дівчат U18 у Перу 2015 року та була нагороджена титулом найкращої центральної блокувальниці. Гюнеш грала на Світовому гран-прі FIVB 2016 року. Вона була гравчинею жіночої збірної Туреччини U20 і брала участь у Чемпіонаті світу з волейболу FIVB серед жінок U20 2017 року в Мексиці, де її назвали однією з найкращих центральних блокуючих. Вона грала за жіночу збірну Туреччини U23 на Чемпіонаті світу з волейболу серед жінок FIVB 2017 у Словенії, де її команда виграла чемпіонський титул.
У січні 2017 року вона була запрошена до жіночої збірної Туреччини, а в березні 2018 року стала гравчинею її основного складу. У складі збірної Туреччини вона зіграла на найпершому розіграші у 2018 році волейбольної жіночої Ліги націй FIVB, яка виграла срібло. Вона також була гравчинею збірної Туреччини на літніх Олімпійських іграх у Токіо 2020 року, де її команда посіла п'яте місце.

## Титули
У складі клубу VakıfBank SK
- Суперкубок Туреччини з волейболу серед жінок 2017
- Клубний чемпіонат світу FIVB 2017 – Золота медаль
- Кубок Туреччини з волейболу серед жінок 2018 – Золотий кубок
- Турецька жіноча волейбольна ліга 2017-18—  Золота медаль
- Жіноча Ліга чемпіонів CEV 2017–18 – Золота медаль
- Клубний чемпіонат світу FIVB 2018 – Золота медаль
- Клубний чемпіонат світу FIVB 2019 – Бронзова медаль
- Суперкубок Туреччини 2020 – Срібний кубок
- Жіноча Ліга чемпіонів CEV 2020–21 – Срібна медаль
- Клубний чемпіонат світу FIVB 2021 – Золота медаль
- Жіноча Ліга чемпіонів CEV 2021–22 – Золота медаль
- Клубний чемпіонат світу з волейболу серед жінок FIVB 2022 – Срібна медаль

### У складі збірної Туреччини
- Чемпіонат світу U23 2017 – Золота медаль
- Ліга націй 2018 – Срібна медаль
- Чемпіонат Європи 2019 – Срібна медаль
- Ліга націй 2021 – Бронзова медаль
- Чемпіонат Європи 2021 – Бронзова медаль

### Особисті титули
Найцінніший гравець: Турецька жіноча волейбольна ліга 2021—2022
Найкраща центральна блокуюча :
- Чемпіонат світу з волейболу FIVB серед дівчат U18 2015
- Чемпіонат світу з волейболу FIVB серед жінок U20 2017
- Клубний чемпіонат світу FIVB серед жінок 2019
- Клубний чемпіонат світу FIVB серед жінок 2021
- Клубний чемпіонат світу з волейболу FIVB серед жінок 2022

Спеціальний приз Vestel: Жіноча волейбольна ліга Туреччини 2017–18